# Бенедикт XVI
Вижте пояснителната страница за други личности с името Бенедикт.
Бенедикт XVI (на латински: Benedictus PP. XVI; Pope Emeritus Benedict XVI), роден на 16 април 1927 г. под името Йозеф Алойзиус Рацингер (на немски: Joseph Aloisius Ratzinger) е 265-ият папа на Римокатолическата църква от 19 април 2005 г. до неговото оттегляне от папския престол на 28 февруари 2013 г.
Той е първият немски папа след Адриан VI (1523). След оттеглянето му неговата титла е „почетен папа“ или „римски почетен понтиф“, а обръщението към него остава „Ваше Светейшество“.

## Биография
Роден е в селцето Марктъл в Бавария (Германия) под името Йозеф Рацингер на 16 април, на Велика Събота, в навечерието на Великден, в семейството на полицейския служител Йозеф Рацингер старши (* 6 март 1877, † 25 август 1959) и готвачката Мария, род. Пайнтнер (* 8 януари 1884, † 16 декември 1963), като трето и най-малко дете. Същия ден той е кръстен в църквата „Св. Освалд“ в Марктъл. Сестра му се казва Мария Рацингер (* 7 декември 1921, † 2 ноември 1991). Братът на папа Бенедикт XVI, Георг Рацингер (* 15 януари 1924, † 1 юли 2020) също е свещеник, както и бивш директор на църковния хор на катедралата в Регенсбург.
След войната заедно с брат си се записва в Мюнхенския университет „Лудвиг Максимилиан“ и през 1951 г. го завършва със специалност „Теология и философия“. Същата година на 29 юни 1951 г. е ръкоположен заедно с брат му Георг Рацингер за свещеник в катедралата на Фрайзинг (Freisinger Dom) лично от архиепископа на Мюнхен и Фрайзинг кардинал Михаел фон Фаулхабер (1869 – 1952). През юли 1953 г. става доктор по теология. От август 1951 г. Йозеф Рацингер е каплан в църквата „Св. Мартин“ в квартал Моозах в Мюнхен, след това една година в църквата „Св. Кръв“ в квартал Богенхаузен.
От 1959 г. започва преподавателската му дейност като професор първо в Бонския университет, а от 1963 г. – в университета на Мюнстер. През 1966 г. става завеждащ катедра „Теология“ в Университета в Тюбинген.
На 24 март 1977 г. е провъзгласен за архиепископ на Мюнхен и Фрайзинг (1977 – 1982), а на консисторията на 27 юни същата година е избран за кардинал от папа Павел VI. На 25 ноември 1981 папа Йоан Павел II го назначава за префект на Конгрегацията за доктрината на вярата (1981 – 2005), най-старата и важна конгрегация на Ватикана, пряк наследник на Светата Инквизиция.
Той наследява папа Йоан Павел II, който през 1981 г. го назначава за префект на Конгрегацията за доктрината на вярата. От 1977 е архиепископ на Мюнхен-Фрайзинг и кардинал, от 1993 г. е глава на епископската епархия Велетри-Сени, а от 2002 г. – декан на Колегията на кардиналите. Титулярен епископ на Остия. Бенедикт XVI е един от приближените на Йоан Павел II.
Умира на 31 декември 2022 г. в манастира Mater Ecclesiae („Майка на Църквата“) във Ватикана след тежко боледуване.

## Понтификат
След смъртта на папа Йоан Павел II кардинал Рацингер отслужва литургията на погребението му. Бива избран за негов наследник на втория ден от Конклава, приемайки името Бенедикт (т.е. благословеният), в чест на папа Бенедикт XV и свети Бенедикт Нурсийски.
На 11 февруари 2013 г. папа Бенедикт XVI обявява, че на 28 февруари ще се оттегли заради напредналата си възраст, която му пречи да изпълнява задълженията си.

## Интересни факти
- Освен родния немски, папата владее английски, френски, италиански и латински език. Разбира свободно португалски и чете на старогръцки език и иврит.
- Свири добре на пиано, а любимите му композитори са Йохан Себастиан Бах и Моцарт.
- Котките са другата голяма страст на папата.
- Бенедикт XVI е вторият по ред папа неиталианец. Преди папа Йоан Павел II, в продължение на 4 века и половина всичките папи са били италианци.
- На 4 септември 2020 г., когато е на възраст от 93 години и 141 дни, Бенедикт XVI става най-дълго живелият папа в историята, надминавайки по дълголетие Лъв XIII, който умира през 1903 г.